# Jurský svět: Křídový kemp
Jurský svět: Křídový kemp (v anglickém originále Jurassic World Camp Cretaceous) je americký animovaný televizní seriál vytvořený Zackem Stentzem. Seriál, odehrávající se ve světě Jurského parku, měl premiéru 18. září 2020 na Netflixu.
Dne 9. října 2020 bylo, že Netflix obnovil seriál pro druhou řadu, která měla premiéru 22. ledna 2021. Dne 11. března 2021 byl seriál prodloužen o třetí řadu, která měla premiéru 21. května 2021. Dne 15. října 2021 byla oznámena čtvrtá řada, která měla premiéru 3. prosince 2021. Finální pátá řada měla premiéru 21. července 2022.

## Děj
Po vítězství ve videohře dostane fanatik do dinosaurů Darius Bowman příležitost navštívit Křídový kemp, exkluzivní dobrodružný tábor plný dinosaurů na Isla Nublar. Jakmile tam Darius dorazí, se setká s pěti dalšími teenagery – Benem, Yaz, Brooklynn, Kenjim a Sammy – kteří byli také vybráni pro neopakovatelný zážitek. Když se však dinosauři osvobodí ze svých výběhů, táborníci uvíznou bez jakékoli pomoci a jsou nuceni vydat se přes ostrov v naději, že najdou cestu ven a dostanou se živí domů.

## Obsazení

### Hlavní postavy
- Paul-Mikél Williams (český dabing: David Štěpán) jako Darius Bowman, táborník Křídového kempu a fanatik do dinosaurů
- Sean Giambrone (český dabing: Matěj Převrátil) jako Benjamin „Ben“ Fitzgerald Pincus, citlivý a plachý táborník Křídového kempu, který se staral o Ankylosaura jménem Bumpy
- Kausar Mohammed (český dabing: Andrea Daňková) jako Yasmina „Yaz“ Fadoula, tábornice Křídového kempu a sportovkyně
- Jenna Ortega (český dabing: Adéla Nováková) jako Brooklynn, slavná travel vlogerka a tábornice Křídového kempu
- Ryan Potter (český dabing: Robert Hájek) jako Kenji Kon, táborník Křídového kempu z bohaté rodiny
- Raini Rodriguez (český dabing: Denisa Nesvačilová) jako Samantha „Sammy“ Gutierrezová, tábornice Křídového kempu, jejíž rodina pracovala pro Mantah Corp

### Vedlejší postavy
- Jameela Jamil (český dabing: Anna Novotná) jako Roxanne „Roxie“, paleontoložka a vedoucí Křídového kempu (vedlejší: první a pátá řada; host: druhá řada)
- Glen Powell (český dabing: Robin Pařík) jako David „Dave“, paleontolog a vedoucí Křídového kempu (vedlejší: první a pátá řada; host: druhá řada)
- Greg Chun (český dabing: Jakub Saic) jako doktor Henry Wu, hlavní genetický inženýr v Ingenu, který znovu vytvořil dinosaury (host: první řada; vedlejší: třetí řada)
- Stephanie Beatriz (český dabing: Kateřina Lojdová) jako Tiffany „Tiff“, Mitchova manželka a lovkyně zvířat (vedlejší: druhá řada; archivní záběry: třetí řada)
- Angus Sampson (český dabing: Dušan Kollár) jako Hap, žoldák najatý na ochranu Tiff a Mitche (druhá řada)
- Bradley Whitford (český dabing: Vojtěch Hájek) jako Mitchell „Mitch“, Tiffanin manžel a lovec zvířat (druhá řada)
- Kirby Howell-Baptiste (český dabing: Radka Přibyslavská) jako doktorka Mae Turnerová, behaviorální paleoneurobioložka pracující pro Mantah Corp (čtvrtá a pátá řada)
- Haley Joel Osment (český dabing: Matouš Ruml a Jiří Köhler) jako Kash D. Langford, robotista a vedoucí zaměstnanec společnosti Mantah Corp (čtvrtá a pátá řada)
- Roger Craig Smith (český dabing: Tomáš Novotný) jako B.R.A.D., masově vyráběné bio-robotické asistenční droidy používané společností Mantah Corp. Smith také dabuje vylepšený model B.R.A.D.-X. (čtvrtá a pátá řada)
- Benjamin Flores Jr. (český dabing: Ondřej Havel a Vojtěch Hájek) jako Brandon Bowman, Dariusův bratr (host: první a čtvrtá řada; vedlejší: pátá řada)
- Dave B. Mitchell (český dabing: Filip Švarc) jako Hawkes, žoldák najatý na ochranu doktora Wua (host: třetí řada; vedlejší: pátá řada)
  - Mitchell (český dabing: Vojtěch Hájek) také dabuje Reeda, žoldáka najatého na ochranu doktora Wua (host: třetí řada)
- Andrew Kishino (český dabing: Daniel Rous) jako Daniel Kon, Kenjiho otec a prezident Mantah Corpu (host: čtvrtá řada; vedlejší: pátá řada)
- Avrielle Corti (český dabing: Irena Máchová) jako Lana Molina, investorka v Mantah Corpu, která pracuje pro BioSyn Genetics (pátá řada)

### Hostující postavy
- Jeff Bergman (český dabing: Jakub Saic) jako pan DNA, kreslená postavička, připomínajíci antropomorfní šroubovici DNA s tváří a pažemi (první řada)
- James Arnold Taylor (český dabing: Vojtěch Hájek) jako Eddie, jeden z asistentů doktora Wua (host: první řada; archivní záběry: třetí řada)
- Keston John (český dabing: Martin Preiss a Marek Libert) jako Fredrick Bowman, Dariusův zesnulý otec (první a druhá řada)
  - John (český dabing: Tomáš Novotný) také dabuje Dawsona, žoldáka najatého na ochranu doktora Wua (třetí řada)
- Cherise Boothe (český dabing: Jitka Jirsová) jako pilotka, žoldácká pilotka najatá doktorem Wu (třetí řada)
- Okieriete Onaodowan (český dabing: Filip Švarc) jako pan Gold, investor v Mantah Corpu (pátá řada)
- Jon Rudnitsky (český dabing: Tomáš Novotný) jako Cyrus, investor v Mantah Corpu (pátá řada)
- Adam Harrington (český dabing: Petr Burian) jako doktor Lewis Dodgson, šéf vývoje ve společnosti BioSyn Genetics (pátá řada)
- Mikey Kelley (český dabing: Vojtěch Hájek a Roman Hajlich (voják 1); Petr Jeřábek a Petr Neskusil (voják 2)) jako dvojčata, žoldáci najatí společností Mantah Corp (pátá řada)
- Antonio Alvarez (český dabing: Tomáš Novotný) jako Godinez, žoldák najatý společností Mantah Corp (pátá řada)

## Řady a díly
| Řada | Díly | Premiéra na Netflixu |                   |
| ---- | ---- | -------------------- | ----------------- |
| 1    | 8    | 18. září 2020        | 18. září 2020     |
| 2    | 8    | 22. ledna 2021       | 22. ledna 2021    |
| 3    | 10   | 21. května 2021      | 21. května 2021   |
| 4    | 11   | 3. prosince 2021     | 3. prosince 2021  |
| 5    | 12   | 21. července 2022    | 21. července 2022 |

## Nominace a ocenění
| Rok  | Cena                            | Kategorie                                                                      | Nominovaní | Výsledek  | Ref.        |
| ---- | ------------------------------- | ------------------------------------------------------------------------------ | --- | --------- | ----------- |
| 2021 | Cena Annie                      | Mimořádný úspěch za animované efekty v animované televizní / vysílací produkci | Emad Khalili a Ivan Wang (za epizodu „Welcome to Jurassic World“)                                                                              | vítězství | [ 6 ] [ 7 ] |
| 2021 | Cena Daytime Emmy               | Vynikající denní propagační oznámení                                           | Jurský svět: Křídový kemp | vítězství | [ 8 ]       |
| 2022 | Golden Reel Awards              | Nejlepší střih zvukových efektů pro animovaný seriál nebo minisérii            | Rob McIntyre, Evan Dockter, Marc Schmidt, D.J. Lynch, Anna Adams, Aran Tanchum, Ezra Walker a Vincent Guisetti (za epizodu „Eye of the Storm“) | nominace  | [ 9 ]       |
| 2022 | Nickelodeon Kids' Choice Awards | Nejoblíbenější animovaný seriál                                                | Jurský svět: Křídový kemp | nominace  | [ 10 ]      |